# Folk Singer
Folk Singer — студійний альбом американського блюзового співака і гітариста Мадді Вотерса, випущений у 1964 році лейблом Chess.

## Опис
Цей акустичний альбом Мадді Вотерса був записаний у вересні 1963 року. Тут Вотерс вирішив повернутися до свого оригінального стилю з використанням акустичної гітари, йому акомпанують Віллі Діксон на контрабасі, Кліфтон Джеймс на ударних і Бадді Гай на другій акустичній гітарі. На дев'яти піснях Бадді і Мадді грають дуетом на гітарах, і лише «Feel Like Going Home» Вотерс виконує сольно.
Більшість пісень написана Вотерсом, також альбом включає «My Captain» Віллі Діксона, «Good Morning School Girl» Сонні Бой Вільямсона і «Big Leg Woman» Джона Темпла.

## Список композицій
1. «My Home Is in the Delta» (Маккінлі Морганфілд) — 3:58
2. «Long Distance» (Маккінлі Морганфілд) — 3:30
3. «My Captain» (Віллі Діксон) — 5:10
4. «Good Morning School Girl» (Сонні Бой Вільямсон) — 3:12
5. «You Gonna Need My Help» (Маккінлі Морганфілд) — 3:10
6. «Cold Weather Blues» (Маккінлі Морганфілд) — 4:41
7. «Big Leg Woman» (Джон Темпл) — 3:25
8. «Country Boy» (Маккінлі Морганфілд) — 3:27
9. «Feel Like Going Home» (Маккінлі Морганфілд) — 3:51

## Учасники запису
- Мадді Вотерс — вокал, гітара
- Бадді Гай — гітара
- Віллі Діксон — контрабас
- Кліфтон Джеймс — ударні

Технічний персонал
- Мадді Вотерс, Ральф Басс, Віллі Діксон — продюсер
- Рон Мало — інженер
- Дон Бронстайн — дизайн
- Ральф Басс — текст